# Chenopodium baryosmum
Chenopodium baryosmum är en amarantväxtart som beskrevs av Schult.. Chenopodium baryosmum ingår i släktet ogräsmållor, och familjen amarantväxter. Inga underarter finns listade i Catalogue of Life.